# Auckland International 1979
Die Auckland International 1979 (als Pacific International) im Badminton fanden vom 13. bis zum 17. Juni 1979 in Auckland statt.

## Finalresultate
| Disziplin    | Sieger                         | Finalist                | Ergebnis          |
| ------------ | ------------------------------ | ----------------------- | ----------------- |
| Herreneinzel | Svend Pri                      | Dhany Sartika           | 15–8, 4–15, 18–13 |
| Dameneinzel  | Hiroe Yuki                     | Ivanna Lie              | 12–9, 11–8        |
| Herrendoppel | Kartono Heryanto               | Svend Pri Kinji Zeniya  | 2–0               |
| Damendoppel  | Verawaty Wiharjo Imelda Wiguna | Karen Bridge Ivanna Lie | 15–7, 15–13       |